# Cecilia Mangini
Pour les articles homonymes, voir Mangini.
Cecilia Mangini est une réalisatrice et documentariste engagée italienne, également scénariste et photographe, née le 31 juillet 1927 à Mola di Bari, dans les Pouilles et morte le 21 janvier 2021 à Rome.

## Biographie
Cecilia Mangini naît en 1927 dans les Pouilles, région pauvre et agricole du sud de l'Italie. En 1933, contrainte par la crise économique, sa famille part s'installer à Florence. Comme tous les enfants, Cecilia prête serment au fascisme. Elle découvre le cinéma dans les cercles cinématographiques. Ces cercles sont institués par le régime fasciste, comme instrument de propagande pour séduire la jeunesse.
Après la guerre, une nouvelle génération de cinéastes dont Giuseppe Ferrara, Gianfranco Mingozzi, Luigi Di Gianni, Lino del Fra et Cecilia Mangini donne naissance à un renouveau du cinéma italien, le néoréalisme. Elle est la seule femme de ce groupe. Elle va écrire et réaliser des documentaires photographiques ou cinématographiques sur l'Italie.
En 1952, elle effectue son premier reportage photographique à Lipari. Elle enregistre les visages, les gestes du travail manuel et les corps des personnes qui travaillent dans les carrières de pierre ponce.
En 1956 et 1957, Cecilia Mangini produit pour la revue Rotosei deux séries de photographies en suivant les récits d'Elio Vittorini et Riccardo Bacchelli à Milan. Elle photographie l'Italie divisée entre les traditions et la modernité représentée par les usines en plein champ de l'après-guerre.
En 1958, elle abandonne la photographie pour se consacrer au cinéma. Elle réalise Ignoti alla Città, (Ignorés par la ville). Elle filme les bidonvilles de la périphérie de Rome, et les jeunes désœuvrés dont Pier Paolo Pasolini a fait le portrait dans son roman Le Ragazzi di Vita. Le film est censuré pour incitation à la délinquance.
En 1959, pour son deuxième documentaire Maria e i Giorni, elle fait le portrait d'une femme, paysanne dans sa région natale des Pouilles. La même année, elle réalise Stendalì. Le texte est composé par Pier Paolo Pasolini, de poésies populaires en griko, un dialecte parlé dans la région de Salento, héritage du grec de l’Antiquité. Le film retrace un rite de lamentation lors du deuil.
En 1961, elle filme dans la banlieue romaine La Canta delle Marane. Elle demande à Pasolini d'écrire le commentaire. Celui-ci écrit les textes de trois des courts métrages documentaires, Ignoti alla città, Stendalì et La canta delle marane.
En 1962, Mangini, Lino Del Fra et Lino Miccichè réalisent un documentaire, All’Armi, Siam Fascisti, à partir d’archives issues de la propagande visuelle des régimes fascistes. Le film est censuré parce qu'il montre et dénonce les collusions entre le Vatican et le régime fasciste de Mussolini. Entre décembre 1964 et mars 1965, elle effectue un reportage au Viêt Nam, avec son mari Lino Del Fra, pour soutenir la cause du Vietnam du Nord.

## Hommages
En 2021, la cinémathèque du documentaire consacre une rétrospective en ligne intitulée Pasolini, Pasoliniennes, Pasoliniens !. Cette exposition présente en particulier l'œuvre de Cecilia Managni en relation à celle de Pier Paolo Pasolini.

## Filmographie

### Réalisatrice de documentaires
- 1958 : Ignoti alla città (it)
- 1959 : Firenze di Pratolini
- 1959 : Stendalì
- 1959 : Vecchio regno, coréalisé avec Lino Del Fra
- 1959 : Maria e i giorni
- 1960 : Stendalì - Suonano ancora (it)
- 1960 : Divino amore
- 1961 : La canta delle marane (it)
- 1962 : All'armi siam fascisti, coréalisé avec Lino Del Fra et Lino Miccichè (it)
- 1963 : La statua di Stalin, coréalisé avec Lino Del Fra
- 1964 : O Trieste del mio cuore
- 1965 : Brindisi '66
- 1965 : Felice Natale
- 1965 : Essere donne
- 1965 : Tommaso
- 1967 : La scelta
- 1969 : Domani vincerò
- 1972 : L'altra faccia del pallone
- 1972 : Mi chiamo Claudio Rossi
- 1972 : La briglia sul collo
- 1973 : Dalla ciliegia al lambrusco
- 1987 : Immagini sul lavoro femminile nell'industria, film collectif
- 1987 : Una doppia assenza
- 2004 : Uomini e voci del congresso socialista di Livorno
- 2013 : In viaggio con Cecilia (it), coréalisé avec Mariangela Barbanente
- 2020 : Due scatole dimenticate – un viaggio in Vietnam, coréalisé avec Paolo Pisanelli

### Scénariste
- 1959 : Firenze di Pratolini de Cecilia Mangini[7]
- 1960 : Stendalì - Suonano ancora (it) de Cecilia Mangini
- 1962 : All'armi, siam fascisti de Lino Del Fra, Cecilia Mangini et Lino Miccichè (it)
- 1963 : La statua di Stalin de Lino Del Fra et Cecilia Mangini
- 1970 : La Tarte volante (La torta in cielo) de Lino Del Fra
- 1973 : La Villégiature (La villeggiatura) de Marco Leto
- 1977 : Antonio Gramsci: i giorni del carcere de Lino Del Fra
- 1994 : Klon (it) de Lino Del Fra
- 2000 : Regina Coeli (it) de Nico D'Alessandria (it)
- 2013 : In viaggio con Cecilia (it) de Mariangela Barbanente (it) et Cecilia Mangini